# Grupo M109
El Grupo de M109 (también conocido como Grupo Osa Mayor) es un grupo de galaxias alrededor de 55 millones de años-luz de distancia hacia la constelación de la Osa Mayor. El grupo se denomina con el nombre de El miembro más brillante, la galaxia espiral M109.

## Galaxias

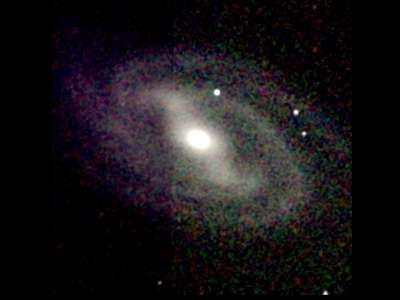
M109 la galaxia más brillante del grupo.

- UGC 6166
- NGC 3726
- NGC 3757
- NGC 3795
- IC 691
- UGC 6682
- UGC 6604
- UGC 6628
- UGC 6923
- NGC 3850
- UGC 6816
- UGC 6840
- UGC 6849
- UGC 6249
- NGC 3870
- NGC 3877
- UGC 6566
- NGC 3893
- NGC 3898
- UGC 6161
- NGC 3913
- UGC 6756
- NGC 3917
- NGC 3922
- UGC 6926
- UGC 6930
- UGC 6931
- NGC 3931
- NGC 3949
- NGC 3950
- UGC 6983
- NGC 3953
- UGC 6984
- NGC 3982
- NGC 3990
- UGC 6923
- UGC 6917
- M109/NGC 3992
- UGC 6969
- UGC 6940
- NGC 3998
- UGC 6894
- NGC 4010
- UGC 6969
- NGC 4026
- UGC 6802
- UGC 6992
- UGC 7176
- NGC 4085
- NGC 4088
- UGC 6956
- NGC 4100
- NGC 4102
- NGC 4142
- NGC 4157
- NGC 4217
- NGC 4220
- NGC 4346
- NGC 4389
- UGC 6113
- UGC 6182
- UGC 6202
- UGC 6251
- M108/NGC 3556
- UGC 6399
- NGC 3631
- UGC 6400
- NGC 3657
- UGC 6446
- NGC 3718
- NGC 3729
- NGC 3733
- NGC 3756
- NGC 3600
- NGC 3675
- UGC 6611
- UGC 6805
- UGC 6818
- NGC 3938
- IC 749
- NGC 4013
- IC 750
- NGC 4051
- UGC 7089
- NGC 4111
- NGC 4117
- NGC 4138
- NGC 4143
- NGC 4183
- UGC 7094
- UGC 7129

## Mapa
- Datos: Q2882135